# John Russell Malloch

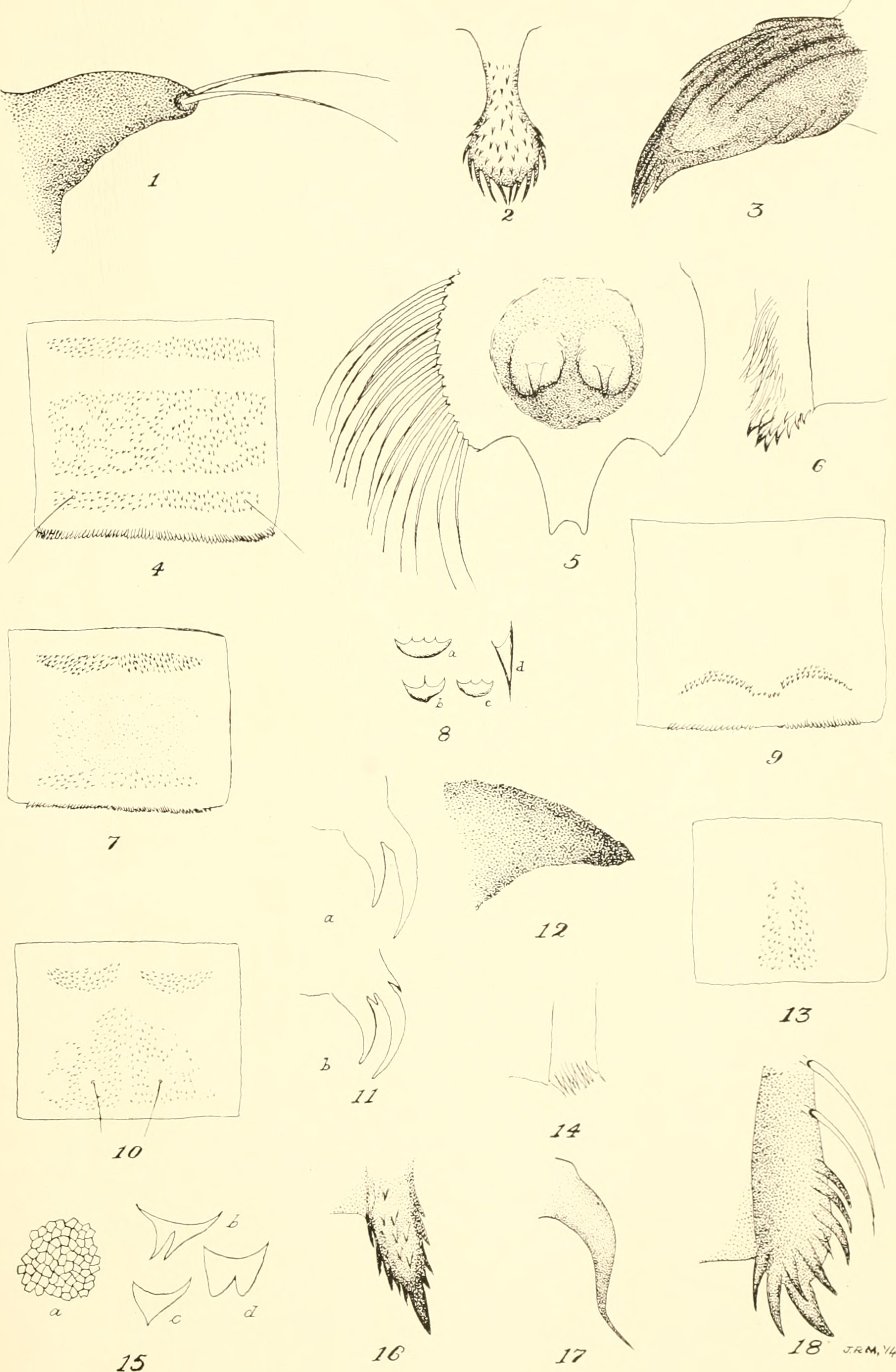
Illustration från The Chironomidae, or midges, of Illinois, with particular reference to the species occurring in the Illinois River (1915) skriven av John Russell Malloch.

John Russell Malloch, född 16 november 1875, död 1963, var en entomolog från Skottland. Han samlade in ett och beskrev stort antal nya arter, främst från ordningen Tvåvingar (Diptera).

## Biografi
John Russell Malloch föddes i Milton of Campsie, Stirlingshire. Hans föräldrar var John Malloch och Margaret Stirling och han hade sju helsyskon och kanske ett halvsyskon. Han publicerade sin första vetenskapliga artikel 1897. Malloch flyttade till USA 1910 men donerade eller sålde innan detta 13 000 flugor till Royal Scottish Museum, han hade även donerat flera hundra exemplar till museet fem år tidigare. Anledningen till att han flyttade från Skottland till Amerika är inte känd men 1919 flyttade även hans fru och barn till USA. Under tiden när han levde i Skottland var han inte anställd som entomolog och fick alltså inte betalt för sitt arbete med insekter, efter två år i USA hade han dock fått en sådan tjänst. Ett av dessa jobb var som timanställd för U.S. Biological Survey, han hade även andra jobb, i den senare delen av sitt liv arbetade han som fastighetsmäklare.

## Arbete
John Russell Malloch var en av historiens mest produktiva dipterologer. Under sina 33 aktiva år namngav han totalt 3315 taxa, fler än 100 per år, 2749 av dessa var giltiga år 2004. Detta gör honom till den person som beskrivit femte flest taxa inom ordningen tvåvingar. De som beskrivit fler är Charles Paul Alexander, Francis Walker, Jean-Jacques Kieffer och Hermann Loew. Totalt publicerade han 198 vetenskapliga artiklar eller andra publikationer.